# Alejandro Torres Román
Alejandro Torres Román (nascut el 18 de juny de 1982 a Palma, Illes Balears), conegut com a Chando, és un exfutbolista professional mallorquí que va jugar com a davanter.

## Trajectòria

### Com a jugador
Va començar a les categories inferiors del club de la seva ciutat, el Reial Club Deportiu Mallorca. Va estar cedit un any al Club Esportiu Ferrioler i després va tornar al Reial Club Deportiu Mallorca B. En 2002 va fitxar pel Real Betis B, on va estar dos anys. El 2004 va passar al Reus Deportiu i en 2006 al Lorca Deportiva, que el va cedir el mateix any primer a l'Oriola Club de Futbol i després al Zamora Club de Fútbol. La següent temporada va tornar al Lorca Esportiva després de la seva cessió i es va fer un buit en l'onze, finalitzant la temporada com Pichichi de l'equip. Finalitzada la temporada signa amb el Vila-real Club de Futbol B. En 2009 signa per dos anys pel Real Múrcia després d'haver realitzat la seva millor actuació com a professional marcant 25 gols i aconseguint l'ascens a Segona Divisió amb el Vila-real B. La temporada que fitxa amb el Real Múrcia marca 15 gols en 39 partits sent una altra vegada el màxim golejador de l'equip. El 2 de febrer de 2011 el Real Múrcia feia oficial, a través d'un comunicat que Chando renovava per dos anys més, amb la qual cosa quedava lligat al club pimentonero fins a la temporada 2012/2013. Aquesta segona temporada com a murcianista Chando va marcar 18 gols.
Al desembre de 2012 va ser oficialitzat com a reforç de l'AEK Làrnaca.
El juliol de 2013 s'incorpora a la disciplina del Girona FC.
L'agost de 2014 fitxa pel Atlètic Balears.

### Com a entrenador
El juliol de 2019 inicia la seva trajectòria d'entrenador convertint-se en segon entrenador del Reial Mallorca B.